# Mannen som blev ensam
Mannen som blev ensam är en svensk TV-serie i två delar från 1973. Serien regisserades av Ingvar Skogsberg och bygger på Fritiof Nilsson Piratens novell med samma namn från novellsamlingen Historier från Färs (1940). Skogsberg skrev seriens manus.
Mannen som blev ensam producerades av Bert Sundberg för Moviemakers Sweden AB och samproducerades av Lars Boberg för Sveriges Television AB. Serien sändes ursprungligen den 3 och 10 mars 1973 i TV1. Den 7 maj 1982 sändes serien i sin helhet på en TV-filmsfestival i Stockholm. Filmen ingick då i Piratenprogrammet tillsammans med en annan Nilsson Piraten-filmatisering, Elsa får piano.

## Handling
Enstöringen Vantecks (Anders Ek) ende vän blir den blide prosten Silvius (Roland Söderberg), detta trots att Vanteck aldrig satt sin fot i kyrkan. När Silvius dör kommer en ny prost till församlingen, Hagel (Olof Bergström), som talar till folk och inte med dem.

## Rollista
- Anders Ek – Vanteck
- Roland Söderberg – prosten Silvius
- Elsa Winge	– gumman från Anklam
- Gunnar Schyman – ringaren
- Olof Bergström	– prosten Hagel
- Dagny Lind – prostinnan
- Stig Johanson – klockaren
- Gudrun Brost – mormodern
- Halvar Björk – mor Kitta
- Per Berggren – Fritiof